# Bol'šaja Kuberle
La Bol'šaja Kuberle (in russo Большая Куберле?) è un fiume della Russia europea meridionale, affluente di sinistra del Sal. Scorre nei rajon Martynovskij, Zimovnikovskij e Orlovskij dell'oblast' di Rostov.
Il fiume scorre in direzione nord-occidentale, attraversa il villaggio di Krasnoarmejskij e sfocia nel Sal a 293 km dalla foce. Ha una lunghezza di 133 km; l'area del suo bacino è di 1960 km². Il maggior affluente, proveniente dalla sinistra idrografica è la Dvoinaja (lungo 73 km).